# Виклинювання пласта
Викли́нювання (рос. выклинивание, англ. thinning, wedging out, pinching out, featheringout of layer; нім. Auskeilen n, Auskeilung f) — поступове або різке зменшення потужності пласта чи покладу за простяганням до повного його зникнення.
Причини виклинювання:
- первинні — стратиграфічні (змив перед відкладенням верхнього пласта),
- вторинні — тектонічні (розтяг, витискання тощо).